# Eurocopa de Basquetebol de 2019-20
A Eurocopa de Basquete de 2019-20, também conhecida por 7DAYS Eurocup por motivos de patrocinadores, é a competição continental de clubes de segundo nível organizada pela Euroleague Basketball. A temporada 2018-19 será a 18ª edição do evento e a quarta com o patrocinador 7DAYS.

## Equipes participantes
| Temporada Regular       | Temporada Regular         | Temporada Regular     | Temporada Regular        |
| ----------------------- | ------------------------- | --------------------- | ------------------------ |
| AS Mônaco               | EWE Baskets Oldenburg     | Maccabi Rishon LeZion | Rytas Vilnius            |
| Asseco Arka Gdynia      | Galatasaray Doga Sigorta  | MoraBanc Andorra      | Segafredo Virtus Bologna |
| Budućnost VOLI          | Germani Brescia Leonessa  | Nanterre 92           | Tofaş Bursa (2º)         |
| Cedevita Olimpija       | Joventut Badalona         | Partizan NIS          | Umana Reyer Venezia      |
| Darüşşafaka Tefken      | Limoges CSP               | Promitheas Patras     | Unicaja Málaga           |
| Dolomiti Energia Trento | Lokomotiv Kuban Krasnodar | ratiopharm Ulm        | UNICS                    |

## Temporada Regular
No atual formato de disputa as equipes jogam entre si em turno e returno dentro do grupo em dez rodadas, sendo que os quatro melhores classificados ingressam para o TOP16. Esta etapa é disputada entre 10 de outubro de 2017 e 27 de dezembro de 2017.

### Grupo A
| Pos | Clube                    | J  | V | D | P+  | P-  | SP   | Classificação              |       | C/V   | MON    | MAC   | AND   | PRO   | RAT   | VIR |
| --- | ------------------------ | -- | - | - | --- | --- | ---- | -------------------------- | ----- | ----- | ------ | ----- | ----- | ----- | ----- | --- |
| 1   | Segafredo Virtus Bologna | 10 | 8 | 2 | 846 | 791 | 55   | Classificados para o Top16 | MON   |       | 77-75  | 82-66 | 80-59 | 82-65 | 72-81 |     |
| 2   | MoraBanc Andorra         | 10 | 7 | 3 | 853 | 766 | 87   | Classificados para o Top16 | MAC   | 77-72 |        | 67-86 | 55-88 | 96-92 | 79-85 |     |
| 3   | AS Mônaco                | 10 | 6 | 4 | 763 | 732 | 31   | Classificados para o Top16 | AND   | 95-68 | 84-61  |       | 81-91 | 97-78 | 93-79 |     |
| 4   | Promitheas Patras        | 10 | 6 | 4 | 771 | 751 | 20   | Classificados para o Top16 | PRO   | 74-77 | 88-77  | 66-80 |       | 82-77 | 78-69 |     |
| 5   | Maccabi Rishon LeZion    | 10 | 2 | 8 | 740 | 862 | -122 |                            | RAT   | 63-78 | 103-89 | 87-99 | 67-70 |       | 79-92 |     |
| 6   | ratiopharm Ulm           | 10 | 1 | 9 | 793 | 864 | -71  | VIR                        | 77-75 | 96-77 | 87-72  | 88-75 | 92-91 |       |       |     |

### Grupo B
| Pos | Clube               | J  | V | D | P+  | P-  | SP  | Classificação              |       | C/V   | LIM   | LOK   | PAR   | RYT   | TOF   | VEN |
| --- | ------------------- | -- | - | - | --- | --- | --- | -------------------------- | ----- | ----- | ----- | ----- | ----- | ----- | ----- | --- |
| 1   | Umana Reyer Venezia | 10 | 8 | 2 | 759 | 713 | 46  | Classificados para o Top16 | LIM   |       | 77-92 | 60-82 | 82-61 | 91-82 | 71-78 |     |
| 2   | Partizan NIS        | 10 | 7 | 3 | 767 | 722 | 45  | Classificados para o Top16 | LOK   | 86-75 |       | 83-76 | 82-87 | 69-72 | 77-63 |     |
| 3   | Tofaş Bursa         | 10 | 5 | 5 | 804 | 822 | -18 | Classificados para o Top16 | PAR   | 77-58 | 80-71 |       | 86-81 | 93-80 | 69-83 |     |
| 4   | Rytas Vilnius       | 10 | 4 | 6 | 800 | 811 | -11 | Classificados para o Top16 | RYT   | 92-78 | 92-86 | 61-66 |       | 99-83 | 72-81 |     |
| 5   | Lokomotiv Kuban     | 10 | 4 | 6 | 797 | 780 | 17  |                            | TOF   | 84-71 | 92-90 | 82-72 | 91-81 |       | 73-80 |     |
| 6   | Limoges             | 10 | 2 | 8 | 748 | 827 | -79 | VEN                        | 93-85 | 66-61 | 63-66 | 76-74 | 76-65 |       |       |     |

### Grupo C
| Pos | Clube                    | J  | V | D | P+  | P-  | SP  | Classificação              |       | C/V    | CED   | DAR   | GER    | JOV   | NAN   | UNI |
| --- | ------------------------ | -- | - | - | --- | --- | --- | -------------------------- | ----- | ------ | ----- | ----- | ------ | ----- | ----- | --- |
| 1   | UNICS                    | 10 | 6 | 4 | 783 | 775 | 8   | Classificados para o Top16 | CED   |        | 73-79 | 73-62 | 103-81 | 87-93 | 81-76 |     |
| 2   | Germani Brescia Leonessa | 10 | 6 | 4 | 705 | 725 | -20 | Classificados para o Top16 | DAR   | 72-76  |       | 61-70 | 92-86  | 72-65 | 77-79 |     |
| 3   | Darüşşafaka Tefken       | 10 | 5 | 5 | 746 | 708 | 38  | Classificados para o Top16 | GER   | 78-71  | 35-61 |       | 87-83  | 85-78 | 84-75 |     |
| 4   | Joventut Badalona        | 10 | 5 | 5 | 838 | 834 | 4   | Classificados para o Top16 | JOV   | 101-81 | 85-82 | 81-68 |        | 79-77 | 90-73 |     |
| 5   | Nanterre 92              | 10 | 4 | 6 | 792 | 809 | -17 |                            | NAN   | 90-87  | 68-82 | 65-73 | 85-78  |       | 92-94 |     |
| 6   | Cedevita Olimpija        | 10 | 4 | 6 | 799 | 812 | -13 | UNI                        | 80-67 | 71-68  | 77-63 | 86-74 | 72-79  |       |       |     |

### Grupo D
| Pos | Clube                    | J  | V | D | P+  | P-  | SP  | Classificação              |       | C/V   | GDY    | BUD    | TRE   | OLD   | GAL   | MAL |
| --- | ------------------------ | -- | - | - | --- | --- | --- | -------------------------- | ----- | ----- | ------ | ------ | ----- | ----- | ----- | --- |
| 1   | Unicaja Málaga           | 10 | 7 | 3 | 845 | 774 | 71  | Classificados para o Top16 | GDY   |       | 61-78  | 78-85  | 61-73 | 78-83 | 59-66 |     |
| 2   | Galatasaray Doga Sigorta | 10 | 6 | 4 | 813 | 792 | 21  | Classificados para o Top16 | BUD   | 59-62 |        | 68-77  | 83-85 | 94-78 | 81-82 |     |
| 3   | EWE Baskets Oldenburg    | 10 | 6 | 4 | 840 | 850 | -10 | Classificados para o Top16 | TRE   | 80-91 | 69-76  |        | 91-81 | 64-70 | 88-76 |     |
| 4   | Dolomiti Energia Trento  | 10 | 5 | 5 | 797 | 817 | -20 | Classificados para o Top16 | OLD   | 74-78 | 102-99 | 108-88 |       | 79-72 | 91-78 |     |
| 5   | Budućnost VOLI           | 10 | 3 | 7 | 784 | 775 | 9   |                            | GAL   | 92-73 | 84-83  | 76-81  | 92-79 |       | 91-80 |     |
| 6   | Asseco Arka Gdynia       | 10 | 3 | 7 | 710 | 781 | -71 | MAL                        | 91-69 | 83-70 | 93-74  | 108-68 | 88-83 |       |       |     |

## Top 16 (Segunda fase)

### Grupo E
| Pos | Clube                    | J | V | D | P+  | P-  | SP  | Classificação    |       | C/V   | DAR   | TRE   | PAR    | VIR |
| --- | ------------------------ | - | - | - | --- | --- | --- | ---------------- | ----- | ----- | ----- | ----- | ------ | --- |
| 1   | Partizan NIS             | 6 | 5 | 1 | 489 | 418 | 71  | Quartas de Final | DAR   |       | 73-69 | 65-63 | 96-106 |     |
| 2   | Segafredo Virtus Bologna | 6 | 4 | 2 | 519 | 488 | 31  | Quartas de Final | TRE   | 74-95 |       | 58-83 | 67-73  |     |
| 3   | Darüşşafaka Tefken       | 6 | 3 | 3 | 458 | 464 | -6  |                  | PAR   | 69-57 | 87-72 |       | 99-81  |     |
| 4   | Dolomiti Energia Trento  | 6 | 0 | 6 | 413 | 509 | -96 | VIR              | 83-72 | 92-66 | 82-84 |       |        |     |

### Grupo F
| Pos | Clube                    | J | V | D | P+  | P-  | SP  | Classificação     |       | C/V   | OLD   | BRE   | PRO   | VEN |
| --- | ------------------------ | - | - | - | --- | --- | --- | ----------------- | ----- | ----- | ----- | ----- | ----- | --- |
| 1   | Promitheas Patras        | 6 | 4 | 2 | 440 | 383 | 57  | Quartas de Finais | OLD   |       | 89-84 | 72-97 | 98-87 |     |
| 2   | Umana Reyer Venezia      | 6 | 4 | 2 | 452 | 462 | -10 | Quartas de Finais | BRE   | 70-67 |       | 63-57 | 88-93 |     |
| 3   | Germani Brescia Leonessa | 6 | 2 | 4 | 421 | 441 | -20 |                   | PRO   | 81-70 | 67-56 |       | 68-70 |     |
| 4   | EWE Baskets Oldenburg    | 6 | 2 | 4 | 474 | 501 | -27 | VEN               | 82-78 | 68-60 | 52-70 |       |       |     |

### Grupo G
| Pos | Clube                    | J | V | D | P+  | P-  | SP  | Classificação     |       | C/V   | MON   | GAL   | RYT   | UNI |
| --- | ------------------------ | - | - | - | --- | --- | --- | ----------------- | ----- | ----- | ----- | ----- | ----- | --- |
| 1   | AS Mônaco                | 6 | 4 | 2 | 494 | 443 | 51  | Quartas de Finais | MON   |       | 73-85 | 86-61 | 85-60 |     |
| 2   | UNICS                    | 6 | 3 | 3 | 481 | 483 | -2  | Quartas de Finais | GAL   | 79-91 |       | 73-89 | 90-76 |     |
| 3   | Rytas Vilnius            | 6 | 3 | 3 | 468 | 482 | -14 |                   | RYT   | 80-75 | 83-75 |       | 86-91 |     |
| 4   | Galatasaray Doga Sigorta | 6 | 2 | 4 | 471 | 506 | -35 | UNI               | 78-84 | 94-69 | 82-69 |       |       |     |

### Grupo H
| Pos | Clube             | J | V | D | P+  | P-  | SP  | Classificação     |       | C/V   | JOV   | AND   | MAL   | TOF |
| --- | ----------------- | - | - | - | --- | --- | --- | ----------------- | ----- | ----- | ----- | ----- | ----- | --- |
| 1   | Unicaja Málaga    | 6 | 4 | 2 | 510 | 500 | 10  | Quartas de Finais | JOV   |       | 90-87 | 93-82 | 88-84 |     |
| 2   | Tofaş Bursa       | 6 | 4 | 2 | 493 | 479 | 14  | Quartas de Finais | AND   | 90-89 |       | 88-92 | 63-69 |     |
| 3   | Joventut Badalona | 6 | 3 | 3 | 528 | 528 | 0   |                   | MAL   | 90-84 | 84-75 |       | 76-68 |     |
| 4   | MoraBanc Andorra  | 6 | 1 | 5 | 497 | 521 | -24 | TOF               | 91-76 | 97-94 | 84-82 |       |       |     |

## Playoffs

### Confrontos
|  | Quartas-de-final | Quartas-de-final         | Quartas-de-final |  |  | Semifinais | Semifinais | Semifinais |  |  | Final | Final | Final |
|  |                  |                          |                  |  |  |            |            |            |  |  |       |       |       |
|  |                  | Partizan nis             |                  |  |  |            |            |            |  |  |       |       |       |
|  |                  | UNICS Kazan              |                  |  |  |            |            |            |  |  |       |       |       |
|  |                  |                          |                  |  |  |            |            |            |  |  |       |       |       |
|  |                  |                          |                  |  |  |            |            |            |  |  |       |       |       |
|  |                  |                          |                  |  |  |            |            |            |  |  |       |       |       |
|  |                  | Promitheas Patras        |                  |  |  |            |            |            |  |  |       |       |       |
|  |                  |                          |                  |  |  |            |            |            |  |  |       |       |       |
|  |                  | Tofaş Bursa              |                  |  |  |            |            |            |  |  |       |       |       |
|  |                  |                          |                  |  |  |            |            |            |  |  |       |       |       |
|  |                  |                          |                  |  |  |            |            |            |  |  |       |       |       |
|  |                  | AS Monaco                |                  |  |  |            |            |            |  |  |       |       |       |
|  |                  | Segafredo Virtus Bologna |                  |  |  |            |            |            |  |  |       |       |       |
|  |                  |                          |                  |  |  |            |            |            |  |  |       |       |       |
|  |                  |                          |                  |  |  |            |            |            |  |  |       |       |       |
|  |                  |                          |                  |  |  |            |            |            |  |  |       |       |       |
|  |                  | Unicaja Malaga           |                  |  |  |            |            |            |  |  |       |       |       |
|  |                  |                          |                  |  |  |            |            |            |  |  |       |       |       |
|  |                  | Umana Reyer Veneza       |                  |  |  |            |            |            |  |  |       |       |       |

#### Quartas de final
| Time 1            | Série | Time 2                   | 1º Jogo | 2º Jogo | 3º Jogo |
| ----------------- | ----- | ------------------------ | ------- | ------- | ------- |
| Partizan nis      | -     | UNICS                    |         |         |         |
| Promitheas Patras | -     | Tofaş Bursa              |         |         |         |
| AS Mônaco         | -     | Segafredo Virtus Bologna |         |         |         |
| Unicaja Málaga    | -     | Umana Reyer Venezia      |         |         |         |

#### Semifinal
| Time 1 | Série | Time 2 | 1º Jogo | 2º Jogo | 3º Jogo |
| ------ | ----- | ------ | ------- | ------- | ------- |
|        | -     |        |         |         |         |
|        | -     |        |         |         |         |

#### Final
| Time 1 | Série | Time 2 | 1º Jogo | 2º Jogo | 3º Jogo |
| ------ | ----- | ------ | ------- | ------- | ------- |
|        | -     |        |         |         |         |

## Campeões
| 7days EuroCopa 2019-20 Campeões |
| ------------------------------- |
| ?º Título                       |